# 고소관
고수관(高素寬)은 조선시대의 명창이다. 충남 해미에서 태어났으며, 8명창의 한 사람이다. 명창 중에서 성음이 미려하고 학문과 견식이 해박한 것으로 뛰어났으며, 판소리 가창을 즉흥적으로 능숙하게 작사한 것으로 유명하다. 《춘향전》의 〈사랑가〉에서 고소관제가 전승되고 있다.